# Diocesi di Dourados
La diocesi di Dourados (in latino Dioecesis Auratopolitana) è una sede della Chiesa cattolica in Brasile suffraganea dell'arcidiocesi di Campo Grande. Nel 2023 contava 423.000 battezzati su 635.000 abitanti. È retta dal vescovo Henrique Aparecido De Lima, C.SS.R.

## Territorio
La diocesi comprende 17 comuni nella parte meridionale dello stato brasiliano del Mato Grosso do Sul: Dourados, Maracaju, Rio Brilhante, Nova Alvorada do Sul, Itaporã, Douradina, Fátima do Sul, Vicentina, Deodápolis, Glória de Dourados, Caarapó, Laguna Carapã, Ponta Porã, Aral Moreira, Amambaí e Coronel Sapucaia.
Sede vescovile è la città di Dourados, dove si trova la cattedrale dell'Immacolata Concezione (Nossa Senhora da Conceição).
Il territorio si estende su una superficie di 38.127 km² ed è suddiviso in 37 parrocchie, raggruppate in 6 foranie: Amambai, Dourados Leste, Dourados Oeste, Fátima do Sul, Ponta Porã, Rio Brilhante.

## Storia
La diocesi è stata eretta il 15 giugno 1957 con la bolla Inter gravissima di papa Pio XII, ricavandone il territorio dalla diocesi di Corumbá.
Il 1º giugno 2011 ha ceduto una porzione del suo territorio a vantaggio dell'erezione della diocesi di Naviraí.

## Cronotassi dei vescovi
Si omettono i periodi di sede vacante non superiori ai 2 anni o non storicamente accertati.
- José de Aquino Pereira † (23 gennaio 1958 - 26 marzo 1960 nominato vescovo di Presidente Prudente)
- Carlos Schmitt, O.F.M. † (29 agosto 1960 - 14 febbraio 1970 dimesso[1])
- Teodardo Leitz, O.F.M. † (27 novembre 1970 - 12 maggio 1990 ritirato)
- Alberto Johannes Först, O.Carm. † (12 maggio 1990 succeduto - 5 dicembre 2001 ritirato)
- Redovino Rizzardo, C.S. † (5 dicembre 2001 succeduto - 21 ottobre 2015 ritirato)
- Henrique Aparecido De Lima, C.SS.R., dal 21 ottobre 2015

## Statistiche
La diocesi nel 2023 su una popolazione di 635.000 persone contava 423.000 battezzati, corrispondenti al 66,6% del totale.
| anno | popolazione | popolazione | popolazione | presbiteri | presbiteri | presbiteri | presbiteri                | diaconi | religiosi | religiosi | parrocchie |
| anno | battezzati  | totale      | %           | numero     | secolari   | regolari   | battezzati per presbitero | diaconi | uomini    | donne     | parrocchie |
| ---- | ----------- | ----------- | ----------- | ---------- | ---------- | ---------- | ------------------------- | ------- | --------- | --------- | ---------- |
| 1966 | 300.000     | 350.000     | 85,7        | 28         | 2          | 26         | 10.714                    |         | 26        | 49        | 14         |
| 1970 | 300.000     | 350.000     | 85,7        | 30         | 2          | 28         | 10.000                    |         | 39        | 37        | 14         |
| 1976 | 450.000     | 500.000     | 90,0        | 41         | 3          | 38         | 10.975                    |         | 57        | 52        | 22         |
| 1980 | 500.000     | 556.000     | 89,9        | 54         | 5          | 49         | 9.259                     |         | 80        | 57        | 26         |
| 1990 | 600.000     | 684.000     | 87,7        | 65         | 5          | 60         | 9.230                     |         | 86        | 82        | 34         |
| 1999 | 534.600     | 660.000     | 81,0        | 85         | 17         | 68         | 6.289                     |         | 75        | 80        | 38         |
| 2000 | 550.000     | 700.000     | 78,6        | 81         | 14         | 67         | 6.790                     |         | 67        | 58        | 38         |
| 2001 | 550.000     | 700.000     | 78,6        | 71         | 14         | 57         | 7.746                     | 7       | 64        | 90        | 38         |
| 2002 | 550.000     | 700.000     | 78,6        | 74         | 10         | 64         | 7.432                     | 9       | 78        | 90        | 38         |
| 2003 | 560.000     | 700.000     | 80,0        | 68         | 11         | 57         | 8.235                     | 9       | 73        | 98        | 38         |
| 2004 | 560.000     | 700.000     | 80,0        | 78         | 17         | 61         | 7.179                     | 10      | 71        | 102       | 40         |
| 2006 | 574.000     | 717.000     | 80,1        | 85         | 20         | 65         | 6.752                     | 16      | 83        | 40        | 45         |
| 2011 | 353.000     | 485.927     | 72,6        | 66         | 18         | 48         | 5.348                     |         | 6         | 61        | 30         |
| 2013 | 375.000     | 535.000     | 70,1        | 59         | 19         | 40         | 6.355                     | 11      | 64        | 90        | 31         |
| 2016 | 392.202     | 581.542     | 67,4        | 67         | 25         | 42         | 5.853                     | 21      | 65        | 90        | 37         |
| 2019 | 408.760     | 606.008     | 67,5        | 71         | 26         | 45         | 5.757                     | 26      | 76        | 86        | 37         |
| 2021 | 398.360     | 625.330     | 63,7        | 68         | 25         | 43         | 5.858                     | 25      | 71        | 92        | 37         |
| 2023 | 423.000     | 635.000     | 66,6        | 71         | 29         | 42         | 5.957                     | 27      | 65        | 83        | 37         |